# Syntrophospora bryantii
Syntrophospora bryantii è una specie di batterio appartenente alla famiglia delle Syntrophomonadaceae.